# Frank Bartholomew
Frank Bartholomew (1899-1965), journaliste et dirigeant d'entreprise américain, fut président de l'agence de presse mondiale et généraliste United Press International pendant sept ans.

## Biographie
Surnommé le « reporter-président », Frank Bartholomew a couvert à ses débuts de le séisme de 1925 à Santa Barbara, puis il a été correspondant de guerre pendant la Seconde Guerre mondiale et pendant la Guerre de Corée. Il croise le chemin de Douglas MacArthur, Tchang Kaï-chek, Winston Churchill, Omar Bradley, la Duchesse de Windsor, ou William Randolph Hearst.
Il fut ensuite président de United Press International de 1955 à 1962, succédant à Hugh Baillie, période pendant laquelle il piloté la fusion entre United Press et l'International News Service (INS), dont il était un chaud partisan, et qui a donné naissance le 16 mai 1958 à UPI, lors d'un accord finalement signé avec Richard Berlin, le président d'INS.
Après la fusion, qui avait été précédée par quatre années de négociations entre les deux agences, son vice-président et directeur général associé alors Kingsbury Smith, vice-président et directeur général de l'INS. Frank Bartholomew est aussi connu pour avoir racheté de prestigieux vignobles dans la baie de San Francisco.